# الشريرة (تعز)
الشريره هي إحدى قرى الجمهورية اليمنية. وهي تتبع جغرافيًا لمحافظة تعز. وإداريًا لمديرية الشمايتين. يبلغ تعداد سكانها 938 نسمة حسب الإحصاء الذي جرى عام 2004.